# Stapediusreflex
Als Stapediusreflex (auch akustischer Reflex oder Mittelohrreflex) wird die Kontraktion des Stapediusmuskels im Mittelohr bezeichnet, die das Innenohr vor Schäden durch erhöhte Schalldruckpegel schützt.

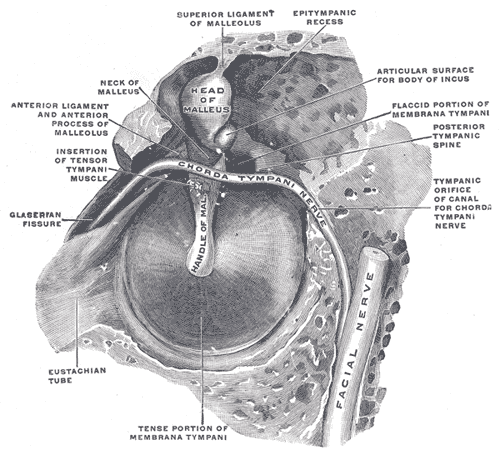
Musculus tensor tympani, Darstellung der Insertion am Hammer

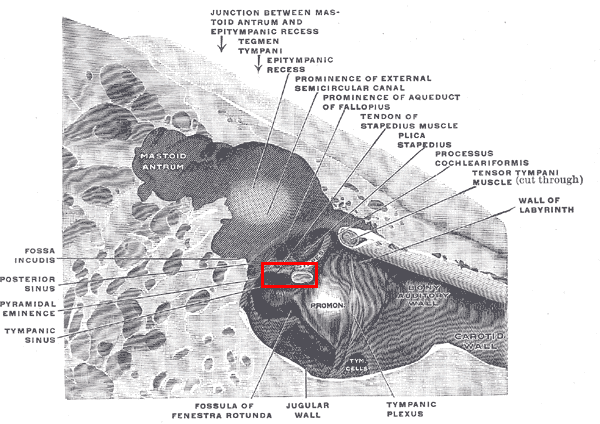
Musculus stapedius, Darstellung der Insertion am Steigbügel

Das Mittelohr enthält zwei kleine Muskeln:
- Der Musculus tensor tympani setzt am Hammer an und spannt das Trommelfell.

- Der Musculus stapedius setzt am Steigbügel an und verkantet die Steigbügelplatte im ovalen Fenster.

Am Stapediusreflex ist beim Menschen nur der Musculus stapedius beteiligt, er kontrahiert sich als Folge des Reflexes, der durch lauten Schall ausgelöst wird. Bei vielen Tieren ist der Musculus tensor tympani ebenfalls am Reflex beteiligt (hier ist es entsprechend auch sinnvoller, beispielsweise vom Mittelohrreflex zu sprechen).
Bei ausgelöstem Reflex wird die akustomechanische Ankopplung des Trommelfells an das Innenohr verringert, so dass nicht mehr der gesamte Schalldruck an das Innenohr übertragen, sondern ein Teil vom Trommelfell reflektiert wird. Hierdurch kann sich das Gehör in gewissen Grenzen vor einer Schädigung durch zu hohe Schallpegel schützen. Der afferente Schenkel des Reflexes wird vom Hörnerv (Nervus cochlearis), der efferente vom Nervus stapedius gebildet.
Ein nur auf einem Ohr gegebener Schallreiz löst den Reflex bei beiden Ohren aus.
Der Stapediusreflex setzt bei Schallpegeln von 70 bis 95 dB ein (Stapediusreflexschwelle) und ist etwa 50 ms nach Einsatz des Schalls wirksam.

## Stapediusreflexschwellen-Messung
Zur Stapediusreflexmessung  wird in den äußeren Gehörgang die Sonde eines Messgerätes (Tympanometer) luftdicht eingesetzt. Der Reflex wird durch Töne variabler Lautstärke ausgelöst und kann bei verschiedenen Frequenzen gemessen werden.
Durch den Stapediusreflex wird der akustische Widerstand (akustische Impedanz) der Gehörknöchelchenkette samt Trommelfell erhöht. Dadurch wird vom Trommelfell mehr Schall reflektiert, was über ein Mikrofon im Messgerät gemessen werden kann. Die erfassten Informationen werden als Impedanz oder Compliance des Trommelfelles ausgegeben und grafisch dargestellt.
Bei einer Schallleitungsschwerhörigkeit ist die Reflexschwelle abhängig vom Ausmaß der Schwerhörigkeit erhöht oder der Reflex überhaupt nicht auslösbar. Bei einer Schallempfindungsschwerhörigkeit kann als Folge eines Recruitments die Reflexschwelle normal ausfallen oder sogar verringert sein. Dies nennt man nach dem Erstbeschreiber Metz-Recruitment. Bei einer neuralen Schwerhörigkeit (Schädigung des Hörnervs) ist der Reflex meist nicht nachweisbar oder die Reflexschwelle ist erhöht. Typisch für eine neurale Schwerhörigkeit ist auch die rasche Ermüdbarkeit des Reflexes (reflex decay).
Bei einer Lähmung des Nervus facialis (Gesichtsnerv) kann die Stapediusreflexschwellen-Messung zur topischen Diagnostik, also zur Lokalisation der Schädigung verwendet werden. Liegt die Schädigung im peripheren Teil des Nervus facialis nach dem Abgang des Nervus stapedius, ist der Reflex trotz der Lähmung nachweisbar, bei einer Schädigung zentral vom Abgang des Nervus stapedius fehlt der Stapediusreflex. Auch bei Erkrankungen im Bereich des Rautenhirns, wo der Nervus facialis entspringt, kann der Stapediusreflex fehlen.
Nach einer Operation wegen Otosklerose (Stapesplastik), bei der die Sehne des Musculus stapedius durchtrennt wird, ist ebenfalls kein Stapediusreflex mehr nachweisbar. Unter direkter Sicht kann jedoch bei Beschallung eine Bewegung der Sehne gesehen werden. Dies kann unter Umständen auch bei einer großen Trommelfellperforation (zum Beispiel bei einer chronischen Schleimhauteiterung) demonstriert werden.
Die Stapediusreflexschwellen-Messung benötigt keine aktive Mitarbeit des Patienten, daher kann dieses Verfahren auch bei Kleinkindern angewandt werden. Auch in Fällen, in denen vermutet wird, dass der Patient eine Schwerhörigkeit nur simuliert, kann dieses Verfahren einen Hinweis geben.

## Trivia
Mercedes-Benz nutzt bei einer als Pre-Safe bezeichneten Technik den Reflex, indem kurz vor einem Unfall durch ein Geräusch der Reflex ausgelöst wird. Das reflexauslösende Geräusch soll dabei deutlich leiser als das Geräusch des Unfallgeschehens sein und somit das Innenohr vor letzterem schützen.